# Mikołajewice (Silésie)
Pour les articles homonymes, voir Mikołajewice.
Mikołajewice est une localité polonaise de la gmina d'Irządze, située dans le powiat de Zawiercie en voïvodie de Silésie.